# بوبيني
بوبيني (بالفرنسية: Bobigny)‏ بلدية فرنسية تابعة لإقليم سين سان دوني.
تبلغ مساحة بوبيني 677 هكتار ويبلغ عدد سكانها 47492 حسب إحصائيات 2010.

## توأمة
لبوبيني اتفاقيات توأمة مع كل من:
- بوتسدام (1974 - )
- سربوخوف

## أعلام
- فايزة غوين
- حبيب بلعيد
- مصطفى طلاس
- جاك بريل
- بيوسته خانم
- رشيد آيت عثمان
- ريبيكا بوسافي
- غاييل مونفيس